# Усиление фотоизображения
Усиле́ние — химический процесс увеличения оптической плотности на всех участках фотографического изображения, осуществляемое путём наращивания дополнительных количеств металлического серебра (или других непрозрачных химических соединений) на уже имеющиеся в изображении зёрна серебра, либо заменой серебра другим веществом, создающим большую оптическую плотность. Применяется, как правило, для исправления ошибок, возникших при экспонировании, является процессом, обратным ослаблению.

## Описание процесса
Главной целью фотографического усиления обычно является исправление ошибок, возникших либо вследствие неправильного экспонирования, либо из-за недопроявления. Кроме этого, усиление применяют для выявления деталей в тенях, повышения общей плотности и изменения контрастности изображения. Итоговым результатом усиления является изменение интервала оптической плотности до заданных параметров, однако это исправление всегда оказывается хуже, чем корректный процесс экспонирования и обработки, что накладывает ограничения на применение этой дополнительной стадии.
Первой стадией усиления является процесс отбеливания, в ходе которого серебро, из которого состоит изображение окисляется до солей. Вторая обязательная стадия — процесс чернения или фотографического проявления, в ходе которых произойдет итоговое наращивание плотности, либо замена серебра на другое соединение. Между этими обязательными стадиями могут включаться другие, например, процесс засветки.

## Типы усилителей
По характеру увеличения плотности усилители делят на три основных вида:
- Пропорциональные — наращивание плотности происходит равномерно в процентном соотношении. Все плотности усиливаются в однинаковое число раз. Наиболее часто применяемый вид усилителей, используется для недоэкспонированных и недопроявленных негативов[1].
- Сверхпропорциональные — наращивание плотности происходит в большей степени в областях светов, чем в тенях. Применяется для негативов малой плотности[1].
- Субпропорциональные — наращивание плотности в большей степени произойдет на областях теней. В зависимости от выбранного режима обработки позволяет уменьшать, сохранять либо увеличивать контраст изображения. Применяется редко, так как непродуманное или неосторожное использование может привести к полному изменению характера всего изображения. Используют для контрастных, но малоплотных негативов[1].